# Meine wunderbare Familie: Alle unter einem Dach
Alle unter einem Dach ist ein deutscher Fernsehfilm von Ariane Zeller aus dem Jahr 2009. Es handelt sich um die dritte Episode der ZDF-Reihe Meine wunderbare Familie mit Tanja Wedhorn und Patrik Fichte in den Hauptrollen.

## Handlung
Nachdem sich die Rudertrainerin Hanna Sander und der Barista Jan Kastner ineinander verliebt und ihre jeweiligen Kinder von der Beziehung überzeugt haben, steht der Zusammenzug an. Während des Auspackens der Umzugskartons schenkt Jan Hanna einen Ring. Doch geht dieser indirekte Heiratsantrag bei dem Trubel ein wenig unter.
In Jans Firma gibt es neue Probleme mit einem Cafe, das neu eingerichtet werden muss, um keine Kundschaft zu verlieren. Dafür hat er sich ein ganz neues Objekt ausgesucht, muss aber den Vermieter erst noch überzeugen und einige Umbauten vornehmen lassen. Hanna versucht sich so gut es geht in den neuen Haushalt einzuarbeiten. Dabei gibt es schon bald Differenzen mit Jans Haushälterin, sodass diese kündigt und Hanna alles allein bewältigen muss. Das überfordert sie schon bald und so verursacht sie einen Verkehrsunfall, bei dem sie zwar nicht lebensgefährlich, aber dennoch schwer verletzt wird. Für Jan ist das nur schwer zu ertragen, schließlich hat er seine erste Frau auch schon durch einen Autounfall verloren. Doch auch für Hanna ergeben sich ganz neue Aspekte, denn laut Diagnose muss sie den Wassersport aufgeben. Das zu verkraften fällt ihr sehr schwer und sie möchte deshalb auch noch nicht heiraten, aber letztendlich, nachdem auch die Kinder ihren Segen gegeben haben, macht sie Jan einen „richtigen“ Heiratsantrag.
Lilly engagiert sich in der Schule für ein Dritte-Welt-Projekt und ist ganz angetan von Linus, einem neuen Schüler. Er bringt sich auch schnell in das neue Projekt mit ein und hat auch gute Ideen. So wollen sie ein Musikstück aufführen und das erzielte Geld dann spenden. Die Proben dazu verlaufen auch nicht ganz problemlos, aber am Ende wird es eine gelungene Aufführung.

## Hintergrund
Alle unter einem Dach wurde zeitgleich mit der nachfolgenden vierten Episode Hochzeitsvorbereitungen vom 7. Juli 2008 bis zum 17. September 2008 in Berlin gedreht. Produziert wurde der Film von der UFA Fiction.

## Kritik
Die Kritiker der Fernsehzeitschrift TV Spielfilm zeigten mit dem Daumen zur Seite, vergaben für Humor und Spannung je einen von drei möglichen Punkten und resümierten: „Fast so einfach wie das wahre Leben“.